# Zbór Kościoła Adwentystów Dnia Siódmego w Gliwicach
Zbór Kościoła Adwentystów Dnia Siódmego w Gliwicach – zbór adwentystyczny w Gliwicach, należący do okręgu katowickiego diecezji południowej Kościoła Adwentystów Dnia Siódmego w RP. Pastorem zboru jest kaznodzieja Marek Kroczyk.